# Чхве Мун Сік
Чхве Мун Сік (кор. 최문식, нар. 6 січня 1971) — південнокорейський футболіст, що грав на позиції півзахисника за низку клубних команд та національну збірну Південної Кореї.

## Клубна кар'єра
У дорослому футболі дебютував 1989 року виступами за команду «ПОСКО Атомс», в якій провів шість сезонів, взявши участь у понад 100 матчах чемпіонату.
У 1996–1997 роках під час проходження строкової служби грав за «Найшенл Поліс Едженсі», після чого повернувся до своєї колишньої команди, що вжее змінила назву на «Пхохан Стілерс».
Згодом протягом 1999–2001 років грав за «Чоннам Дрегонс», японський «Ойта Трініта» та «Сувон Самсунг Блювінгз».
Завершував ігрову кар'єру в команді «Пучхон», за яку виступав протягом 2002 року.

## Виступи за збірну
1993 року дебютував в офіційних матчах у складі національної збірної Південної Кореї. У складі збірної був учасником чемпіонату світу 1994 року в США, де, утім, залишався у резерві і на поле не виходив.
Загалом протягом п'ятирічної кар'єри в національній команді провів у її формі 38 матчів, забивши 9 голів.
| Дата       | Місто     | Господарі      | Результат | Гості             | Турнір                    | Голи | Примітки |
| ---------- | --------- | -------------- | --------- | ----------------- | ------------------------- | ---- | -------- |
| 25-4-1993  | Чханвон   | Південна Корея | 1 – 1     | Ірак              | товариський матч          | -    |          |
| 28-4-1993  | Ульсан    | Південна Корея | 2 – 2     | Ірак              | товариський матч          | -    |          |
| 9-5-1993   | Бейрут    | Бахрейн        | 0 – 0     | Південна Корея    | Відбір до ЧС 1994         | -    |          |
| 13-5-1993  | Бейрут    | Індія          | 0 – 3     | Південна Корея    | Відбір до ЧС 1994         | 1    |          |
| 15-5-1993  | Бейрут    | Гонконг        | 0 – 3     | Південна Корея    | Відбір до ЧС 1994         | 1    |          |
| 5-6-1993   | Сеул      | Південна Корея | 4 – 1     | Гонконг           | Відбір до ЧС 1994         | 1    |          |
| 7-6-1993   | Сеул      | Південна Корея | 2 – 0     | Ліван             | Відбір до ЧС 1994         | -    |          |
| 9-6-1993   | Сеул      | Південна Корея | 7 – 0     | Індія             | Відбір до ЧС 1994         | -    | 56'      |
| 13-6-1993  | Сеул      | Південна Корея | 3 – 0     | Бахрейн           | Відбір до ЧС 1994         | -    |          |
| 19-6-1993  | Сеул      | Південна Корея | 1 – 2     | Єгипет            | Кубок Президента 1993     | -    |          |
| 28-6-1993  | Сеул      | Південна Корея | 0 – 1     | Єгипет            | Кубок Президента 1993     | -    |          |
| 24-9-1993  | Сеул      | Південна Корея | 1 – 1     | Австралія         | товариський матч          | -    |          |
| 26-9-1993  | Сеул      | Південна Корея | 1 – 0     | Австралія         | товариський матч          | 1    |          |
| 19-10-1993 | Доха      | Ірак           | 2 – 2     | Південна Корея    | Відбір до ЧС 1994         | -    | 70'      |
| 22-10-1993 | Доха      | Південна Корея | 1 – 1     | Саудівська Аравія | Відбір до ЧС 1994         | -    | 71'      |
| 25-10-1993 | Доха      | Японія         | 1 – 0     | Південна Корея    | Відбір до ЧС 1994         | -    |          |
| 28-10-1993 | Доха      | Південна Корея | 3 – 0     | Північна Корея    | Відбір до ЧС 1994         | -    |          |
| 16-2-1994  | Чханвон   | Південна Корея | 1 – 2     | Румунія           | товариський матч          | -    | 63'      |
| 12-3-1994  | Фуллертон | США            | 1 – 1     | Південна Корея    | товариський матч          | -    | 80'      |
| 1-5-1994   | Сеул      | Південна Корея | 2 – 2     | Камерун           | товариський матч          | -    | 82'      |
| 30-4-1996  | Тель-Авів | Ізраїль        | 4 – 5     | Південна Корея    | товариський матч          | -    | 64'      |
| 16-5-1996  | Сеул      | Південна Корея | 0 – 2     | Швеція            | товариський матч          | -    | 46'      |
| 5-8-1996   | Хошимін   | Південна Корея | 9 – 0     | Гуам              | Відбір до Кубка Азії 1996 | 1    | 63'      |
| 11-8-1996  | Хошимін   | В'єтнам        | 0 – 4     | Південна Корея    | Відбір до Кубка Азії 1996 | -    | 66'      |
| 18-1-1997  | Мельбурн  | Південна Корея | 1 – 0     | Норвегія          | Турнір Opus               | -    | 42' 85'  |
| 22-1-1997  | Брисбен   | Австралія      | 2 – 1     | Південна Корея    | Турнір Opus               | -    | 53'      |
| 25-1-1997  | Сідней    | Південна Корея | 3 – 1     | Нова Зеландія     | Турнір Opus               | -    | 46'      |
| 22-2-1997  | Гонконг   | Гонконг        | 0 – 2     | Південна Корея    | Відбір до ЧС 1998         | 1    | 70'      |
| 2-3-1997   | Бангкок   | Таїланд        | 1 – 3     | Південна Корея    | Відбір до ЧС 1998         | 1    | 46'      |
| 21-5-1997  | Токіо     | Японія         | 1 – 1     | Південна Корея    | товариський матч          | -    | 46'      |
| 28-5-1997  | Теджон    | Південна Корея | 4 – 0     | Гонконг           | Відбір до ЧС 1998         | -    | 74'      |
| 1-6-1997   | Сеул      | Південна Корея | 0 – 0     | Таїланд           | Відбір до ЧС 1998         | -    | 69'      |
| 12-6-1997  | Сеул      | Південна Корея | 3 – 1     | Єгипет            | Кубок Кореї 1997          | 1    | 46'      |
| 14-6-1997  | Сувон     | Південна Корея | 3 – 0     | Гана              | Кубок Кореї 1997          | 1    |          |
| 16-6-1997  | Сеул      | Південна Корея | 1 – 1     | Югославія         | 1997 Korea Cup            | -    | 59'      |
| 10-8-1997  | Сеул      | Південна Корея | 1 – 2     | Бразилія          | товариський матч          | -    | 76'      |
| 24-8-1997  | Тегу      | Південна Корея | 4 – 1     | Таджикистан       | товариський матч          | -    | 69'      |
| 30-8-1997  | Сеул      | Південна Корея | 0 – 0     | КНР               | Щорічна гра Корея-Китай   | -    | 69'      |
| Усього     |           | Матчів         | 38        |                   | Голів                     | 9    |          |